# Herrenstraße 18 (Memmingen)

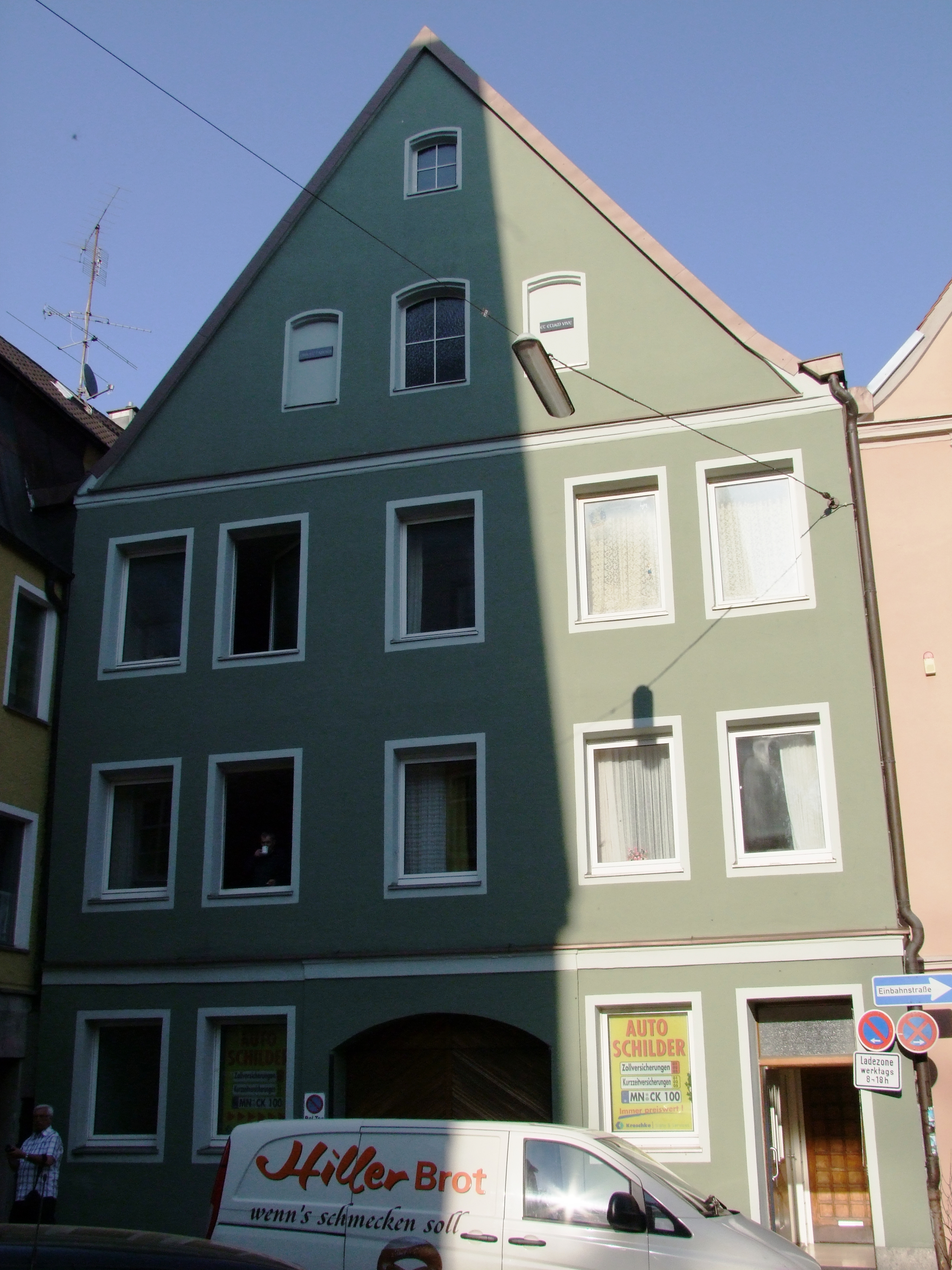
Herrenstraße 18

Das Haus mit der Anschrift Herrenstraße 18 ist ein unter Denkmalschutz stehendes Haus in der schwäbischen Stadt Memmingen. Es befindet sich in der Herrenstraße zwischen dem Hermansbau und dem Roßmarkt innerhalb der alten Welfenstadt.
Das dreigeschossige Giebelhaus besitzt fünf Achsen und wurde im 16. und 17. Jahrhundert errichtet. Das in flachem Risalit befindliche Portal ist stichbogig. Die Eichenholztürflügel besitzen geschwungene Felderrahmen und Messingbeschläge. Sie stammen aus der Zeit um 1770. Im Erdgeschoss befindet sich eine Decke mit Stuckrahmen in Vierpassform aus dem 17. Jahrhundert. Reste einer größeren Stuckdecke befinden sich im zweiten Obergeschoss. Diese hatte Blumen und Rocaillekartuschen aus der Zeit um 1760 bis 1770.